# کو ناکاهیرا
کو ناکاهیرا (انگلیسی: Kō Nakahira; ۳ ژانویهٔ ۱۹۲۶ – ۱۱ سپتامبر ۱۹۷۸) کارگردان فیلم، و فیلم‌نامه‌نویس اهل ژاپن بود.